# لعبة محاورة
لعبة محاورة أو لعبة منصة هي صورة من الوسائط المتعددة التفاعلية التي تستخدم للترفيه.
تتكون اللعبة من صور قابلة للتلاعب (وعادةً صوت) يوِّلدها منصة ألعاب فيديو وتُعرض على تلفاز أو جهاز وسائط مماثل. يمكن التحكم باللعبة نفسها عن طريق جهاز يسمى يد التحكم. وعامةً تتكون يد التحكم من عدة أزرار وضوابط اتجاهية (مثل عصا تحكم تناظرية)، وكل منها له دور في التلاعب بالصور على الشاشة. جهاز العرض والسماعات والمنصة ويد التحكم يمكن دمجها في شيء صغير يسمى لعبة فيديو محمولة يدويا.
ألعاب الوسائط الحديثة عادةً ما تكون في صورة قرص بصري، ويمكن إدخاله في منصة الألعاب. التقدم الحديث سمح للألعاب و‌الألعاب التجريبية بالتحميل مباشرةً على المنصة خلال الإنترنت. مع ذلك، فإن المنصات الأبسط قد تمتلك مجموعة من الألعاب المدمجة الثابتة. الخراطيش كانت تستخدم سابقًا في تخزين ألعاب الفيديو، ولكن نتيجةً للتقدم التقني، فإن الألعاب تُخزَّن على أقراص مدمجة أو أقراص فيديو رقمية أو أقراص بلو راي التي يستخدمها بلاي ستيشن 4 و‌إكس بوكس ون. الخراطيش والتي يُشار إليها على أنها «بطاقات»، تستخدم في تخزين الألعاب لمنصات نينتندو دي إس و‌نينتندو 3دي إس و‌بلاي ستيشن فيتا و‌نينتندو سويتش و‌نيو جيو إكس.
الاختلافات بين المنصات ينشئ تحديات إضافية وفرص أمام مطوري الألعاب، بسبب أن مصنعي المنصات (مثل نينتندو و‌مايكروسوفت و‌سوني) قد يوفروا حوافز إضافية ودعم وتسويق الألعاب الحصرية للمنصات. للمساعدة في تطوير الألعاب للمنصات، غالبًا ما ينشيء المصنعون عدة تطوير ألعاب يمكن للمطورين استخدامها في عملهم.

## التاريخ

### ألعاب منصات مبكرة

لقطة شاشة من نسخة معاد إصدارها من بونغ

ألعاب المنصات الأولى كانت لمنصة ماغنافوكس أوديسي - أُصدرت في 1972 - وتكونت من ألعاب بسيطة بها ثلاث نقاط بيضاء وخط رأسي. هذه القيود القصوى للأجهزة، مثل نقص الأصوات، جعلت المطورين مقيدين بالنسبة إلى أنواع الألعاب التي يصنعوها وبعض الألعاب أتت مزودة بمستلزمات مثل البطاقات والنرد لتحسين التجربة لتعوض عن عيوب الأجهزة.
الجيل الثاني من المنصات قدم قدرات أكثر قوة، وقيود للأجهزة أقل من الجيل الأول وتزامنت مع العصر الذهبي لألعاب الآركيد. أمكن للمطورين الوصول لقدرات تصويرية أساسية للمنصة مما مكنهم من صنع رسوم من اختيارهم وقدرات صوتية أكثر تقدمًا. بدأت المتحكمات بإعطاء أزرار أكثر مما منح المطورين حرية أكثر في نوع التفاعلات التي قد يقدوموها للاعبين.
الجيل الثاني من الألعاب قدمت عددًا من مفاهيم الألعاب للمرة الأولى. لعبة أدفنشر لمنصة أتاري 2600 قدمت مفهوم «فضاء افتراضي أكبر من الشاشة» للمرة الأولى واللعبة تتكون من عدة غرف يستطيع اللاعب زيارتها تقابل شاشة وحيدة ثابتة. فيديو أوليمبكس كانت من أوائل ألعاب المنصات التي بها خصم يتحكم به الحاسوب في نمط اللعبة المسمى «روبوت بونغ» وأنواع ألعاب بدأت تظهر مثل المنصات وبدأت ألعاب المغامرات الرسومية.

### انهيار صناعة ألعاب الفيديو
بنهاية عام 1983، أصبحت التطوير على المنصات أرخص وكذلك الإنتاج مما تسبب بتشبع للمنصات (العشرات منها) مما جعل مكتباتهم البرمجية تتشبع كذلك. بسبب انخفاض مستويات أسعار السوق لألعاب الفيديو وبالرغم من أرقام المبيعات الجيدة، إلا أن المطورين لم يكونوا يكسبون مال كافٍ حتى يستطيعوا البقاء في السوق.
شركات كثيرة تركت المجال برغم التسويق الضخم، جودة الألعاب لم تستطع دعم الادعاءات التسويقية لجودتها. لعبة باك مان لمنصة أتاري 2600 - منفذ للعبة صندوق الألعاب الأصلية بنفس الاسم - كان أفضل مبيعات المنصة. آثار الانهيار ظهرت أولاً في سوق شمال أمريكا ولكن كانت لها صدمة - وإن كانت أصغر - في السوقين الأوروبي والآسيوي.
في السنوات التالية للانهيار، انخفض تطوير المنصات بشكل ملحوظ في سوقي شمال أمريكا وأوروبا. وازدادت شعبية الحواسيب الشخصية وبدأت في ملء الفجوة التي تركتها المنصات. أصبحت الحواسيب بأسعار معقولة وأفضل تقنيًا ومتعددة الوظائف.

### الجيل الثالث والرابع
بدأ الجيل الثالث بإصدار عدد من المنصات الجديدة من نينتندو و‌سيجا و‌أتاري، كلها تتميز بتقنيات أفضل من الجيل السابق. هذا الجيلان شهدا ظهور عدة سلاسل مثل أسطورة زيلدا و‌ستار فوكس و‌القنفذ سونيك و‌فاينل فانتسي و‌المعدات الصلبة و‌مترويد.
مصنعو المنصات استعادوا السيطرة على تطوير الأطراف الخارجية ونظموا السوق كي يضمنوا أنه مستويات التشبع السابقة لن تحدث مجددًا. المقاييس المقدمة لتحقيق ذلك تضمنت تحديد عدد الألعاب التي يمكن للمطور إصدارها في السنة والتحكم في صناعة خراطيش الألعاب والدفع مقدمًا للحصول على الخراطيش والتأكد من تقيد الألعاب لقوانين معينة. وهذا الأمر وضع أحمالاً على الناشرين ووضع مخاطرة على التطوير، وذلك يعني أن المطورين مجبرون على التركيز على جودة ألعابهم أكثر من الكمية المصنعة وسرعة تصنيعها. أتاري قدمت توافقًا تراجعيًا في منصة أتاري 7800 مطيلاً فترة حياة ألعاب منصاتها الأولى والتي ستصبح ميزة لعدد من المنصات مستقبلاً.
تضمنت مترويد عالمًا مفتوحًا يمكن للاعب التجول في جميع الاتجاهات فيه بينما كانت معظم الألعاب السير جانبًا في اتجاه واحد. كانت تمتلك بطلةً قوية والتي يُنسَب إليها الفضل في تحسين صورة النساء في الألعاب. لعبة ستار فوكس من إنتاج نينتندو كانت أول استخدام للرسوم متعددة الأضلاع للشركة وقدمت القنفذ سونيك منافسًا لتميمة الحظ لنينتندو ماريو، والتي أصبحت شخصية طويلة الأمد بالنسبة لسيجا في عدد من الأنواع المختلفة للإعلام والوسائط.

### من ثنائي الأبعاد إلى ثلاثي الأبعاد
الجيل الخامس من المنصات شهدت تحرك الألعاب من استخدام الرسوم ثنائية الأبعاد إلى الرسوم ثلاثية الأبعاد وتغير طرق التخزين من الخراطيش إلى الأقراص الضوئية. أجهزة التحكم التناظرية أصبحت مشهورة مما سهلت التحرك بشكل أفضل وسلس من الأزرار الاتجاهية. استخدام المقاطع المصورة الحركية أصبحت مشهورة في المشاهد لأن الأقراص الضوئية سمحت بمساحة لمقاطع مصورة ذات جودة أعلى برسوم مصيرة مسبقًا والتي لا تستطيع اللعبة تصييرها أثناء التشغيل.
الألعاب المصدرة أثناء الجيل الخامس استغلت تقنية الرسوم ثلاثية الأبعاد الجديدة وعدة سلاسل انتقلت من استخدام الرسوم ثنائية الأبعاد - مثل المعدات الصلبة الثقيلة و‌فاينل فانتازي و‌ماريو و‌أسطورة زيلدا - ولم يتأثر نوعها فقط ولكن تأثرت اللعبة كلها. ألعاب أخرى قد صدرت أثناء هذا الجيل مثل كراش بانديكوت و‌العين الذهبية 007 و‌الشر المقيم و‌لصة القبور و‌فيفا وكانت مؤثرة في نوعها الخاص وبدأت سلاسل خاصة بها استمرت لعدة أجيال من المنصات. الشر المقيم قد بدأت نوع «رعب البقاء» والمعدات الصلبة الثقيلة زادت من شعبية نوع التسلل وكذلك السرد القصصي عبر المشاهد المصيَّرة في اللعبة. غران تورزمو و‌بطولة سباق سيارات سيجا زادتا من شعبية الواقعية في نوع السباق بسطوح مختلفة وميزات واقعية كقبضة الإطارات.

### قدرات الإنترنت
بصدور الجيل السادس أصبح سوق المنصات أكبر من سوق الحاسوب الشخصي.
المنصات الأولى لم تقدم قدرات اتصال بالإنترنت، وحين صدور الجيل السادس أصبحت خدمات الإنترنت مشهورة. قدمت الألعاب ميزات لها علاقة بالإنترنت مثل المحتوى التحميلي وميزات اجتماعية واللعب الجماعي عبر الإنترنت. شبكات عبر الإنترنت أنشئها المطورون مثل بلاي ستيشن نيتورك و‌إكس بوكس لايف مما وفر للألعاب منصة للاستخدام. اللعب الجماعي عبر الإنترنت سمح للاعبين من جميع أنحاء العالم باللعب سويًا عبر الاتصال بالإنترنت والميزات الاجتماعية للمنصات أعطت اللاعبين وسائل التنظيم عبر هذه المسافات الشاسعة.
أصبح المحتوى التحميلي مشهورًا وسمح للمطورين بإصدار تحديثات بعد إصدار اللعبة وبإمكانهم إضافة محتوى جديد أو إصلاحات لمشاكل موجودة.

## التقنية

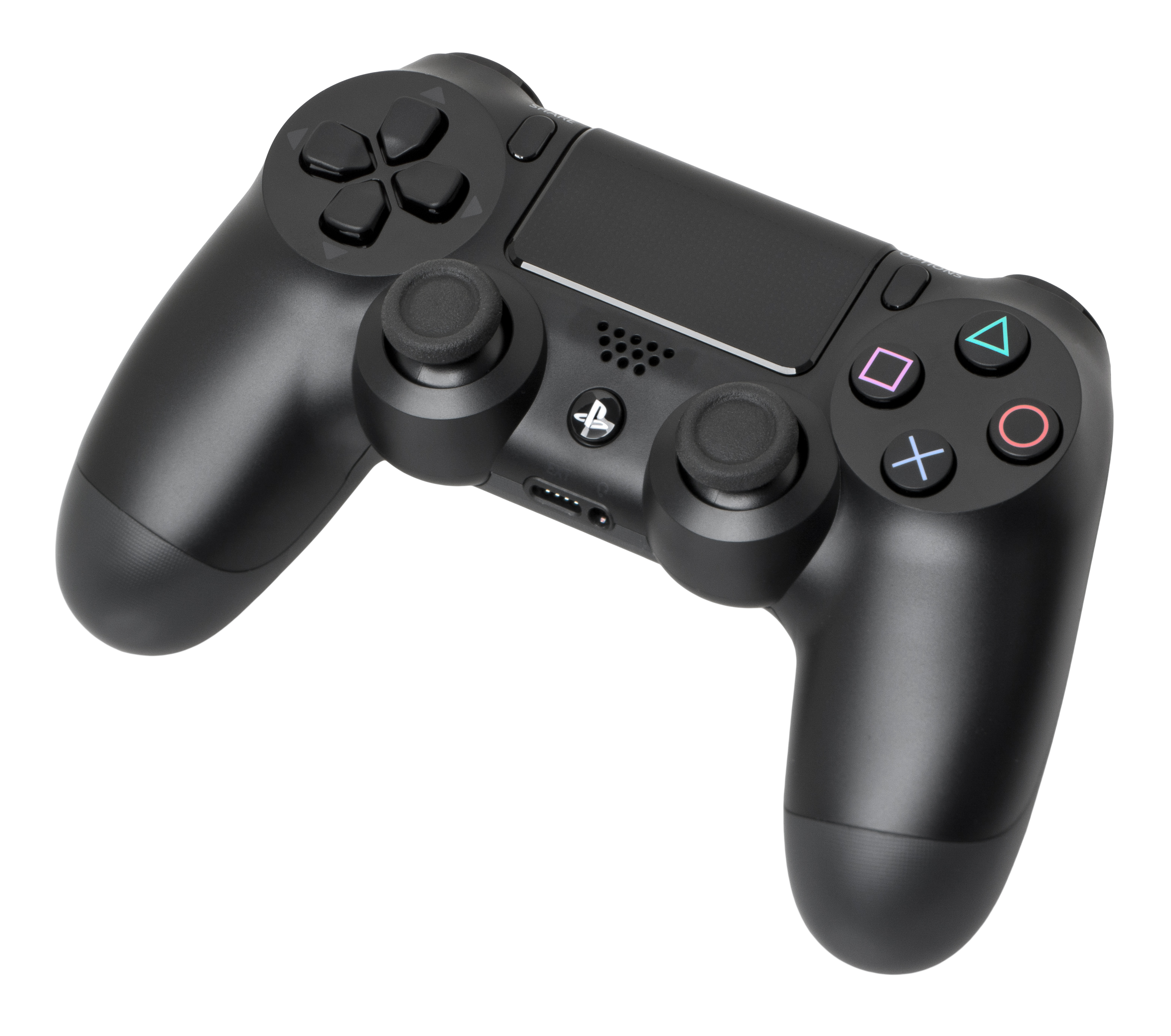
يد التحكم الخاصة ببلاي ستيشن 4

### وحدة الإدخال
ألعاب المنصات تتلقى الأوامر من اللاعب عبر استخدام وحدة إدخال، وعادة ما تسمى يد التحكم. على عكس الجهاز الشخصي الذي يستخدم لوحة مفاتيح و‌فأرة أو المحمول الذي يستخدم واجهة اللمس، ألعاب المنصات مقيدة ببرامج التحكم الخاصة بالمعدات التي تقدمها المنصة. وتتضمن عادةً طريقة لتحريك شخصية اللاعب (عصا التحكم أو أزرار أو عصا تناظرية) وعدة أزرار لتنفيذ إجراءات أخرى في اللعبة كالقفز أو التفاعل مع عالم اللعبة. نوع يد التحكم المتاحة للعبة يمكن أساسًا تغيير نمط اللعب.
القيود المفروضة التي تتمثل في عدد الأزرار مقارنة مع لوحة مفاتيح الحاسوب أو حجرة آركيد تعني أن أزرار ذراع التحكم ستنفذ مهام عديدة في آن واحد، حتى تقوم بالتعويض عن نقص الأزرار. على سبيل المثال، في لعبة الويتشر 3 لنسخة إكس بوكس ون، يُستخدم زر "A" للتفاعل مع العالم بضغطة واحدة ولكنه أيضًا يستخدم للركض في حالة استمرار الضغط عليه، في حين أن نسخة الحاسوب تفصل بين هاتين الآليتين عن طريق أزرار مختلفة. القيود على التحكم يمكنها السماح للمطور ببناء مخطط تحكم مصقول ومختصر يمكنه تعليمه للاعب بسهولة، وكذلك فإن الألعاب المختلفة من نفس النوع تميل لبناء مخططات تحكم شبيهة ببعضها البعض مما يسمح للاعبين بالتكيف مع الألعاب الجديدة أسرع.
هناك ألعاب تتطلب مستلزمات إضافية للتحكم بشكل مختلف وبديل ولتخطي قيود ذراع التحكم التقليدية. هذه المستلزمات قد تكون أسلحة ضوئية أو معدات إلكترونية أو مقود سباق.

### العرض
عادةً ما تستخدم المنصات تلفازًا للعرض المرئي؛ وهو الأمثل للرؤية عن بعد ولأكثر من شخص. ونتيجة لذلك صُممت الكثير من الألعاب لأجل اللعب الجماعي المحلي - بمعنى أن جميع اللاعبين يلعبون على نفس التلفاز أو جهاز العرض - وتنقسم الشاشة إلى عدة أقسام لكل لاعب يستخدم ذراع تحكم مختلفة عن الآخرين.
عامةً يكون لدى ألعاب الفيديو منفذ لقوة حوسبة أقل ومرونة حوسبة أقل وحجم عرض أصغر. والمنصات المخصصة متقدمة رسوميًا، وخاصةً في التحريك. وذلك بسبب وجود معدات رسومية مخصصة داخل منصات الألعاب - لها القدرة على تحميل البيانات لحظيًا من الروم - والأحجام الصغيرة ستبدو أفضل على التلفاز لأنه يجعل البكسلات ضبابية طبيعيًا.